# Анархизм без прилагательных
Анархи́зм без прилага́тельных (от исп. anarquismo sin adjetivos), по мнению историка Джорджа Ричарда Эзенвайна, «относится к самодостаточному типу анархизма, то есть это доктрина без ярлыков, таких как коммунизм, коллективизм, мютюэлизм или индивидуализм. Для других… [это] просто понималось в качестве позиции, которая являлась толерантной к сосуществованию различных анархистских школ».

## Происхождение
Авторство выражения принадлежит кубинцам Фернандо Таррида дель Мармолю и Рикарду Мельи, которые были обеспокоены острыми дебатами между мютюэлистами, индивидуалистами и коммунистическими анархистами в 1880-е годы. Их использование фразы «анархизм без прилагательных» было попыткой выказать большую терпимость между анархистскими тенденциями и вытекало из убеждения, что анархисты не должны навязывать никому никакой конкретный план экономического развития даже в теории. Анархисты без прилагательных имели тенденцию или отклонять все специфические анархистские экономические модели как несовершенные, или же исходить из совмещения их всех до полного согласования, чтобы они могли контролировать друг друга. Не обращая внимания ни на какие анархистские экономические предпочтения, они полагают, что те имеют лишь «вторичное значение» относительно отмены любого принуждения, с единственным правилом свободного общества — свободой экспериментирования.

## История
Теоретическая проекция, известная как «anarquismo sin adjetivos», была одним из побочных продуктов интенсивных дебатов в рамках анархистского движения. Корни аргументов могут быть найдены в развитии коммунистического анархизма после смерти Михаила Бакунина в 1876 году. В то время не сильно отличавшийся от коллективистского анархизма (что можно проследить по известной работе Джеймса Гильома «Создавая новый общественный строй» (On Building the New Social Order) в рамках бакунинского анархизма, коллективисты действительно рассматривали свою экономическую систему развивавшейся в направлении свободного коммунизма), анархо-коммунизм развивался в направлении углубления и обогащения идей Бакунина, который в свою очередь углубил и обогатил идейное наследие Пьера-Жозефа Прудона. Коммунистический анархизм ассоциировался с такими анархистами, как Элизе Реклю, Карло Кафиеро, Эррико Малатеста и в особенности Пётр Кропоткин.
Анархо-коммунистические идеи пришли на смену коллективистскому анархизму в качестве основной анархистской тенденции во всей Европе, за исключением Испании. Главной проблемой здесь был не вопрос коммунизма (хотя для Рикарду Мельи это и играло роль), но вопрос трансформации стратегии и тактики, подразумеваемой коммунистическим анархизмом. В то время (1880-е) анархо-коммунисты делали упор на локальные ячейки анархистских борцов, как правило, отказываясь от участия в профсоюзном движении, будучи в значительной степени настроены антиорганизационистски. Неудивительно, что подобное изменение в стратегии и тактике породило серьёзные дискуссии среди испанских коллективистов, которые активно поддерживали организованную борьбу рабочего класса.
Данный конфликт вскоре распространился за пределы Испании, и его обсуждение продолжилось на страницах парижской газеты La Revolte. Это побудило многих анархистов согласиться с тем аргументом Малатесты, что сводились к тому, что «доктрину должны проверить на будущем опыте деятели грядущих времен, и только они могут решить, что правильно, а что неправильно, что следует принять, а что отвергнуть». Со временем большинство анархистов согласились с таким подходом и таким образом стали подчёркивать то, что они имели между собой общего, а не различия во взглядах на развитие будущего свободного общества. Время шло, и всё больше анархо-коммунистов понимало, что игнорирование рабочего движения убеждало в том, что их идеи не достигали рабочих, в то время как большинство анархо-коммунистов подчёркивали свою приверженность коммунистическим идеалам.

### Соединённые Штаты
Также и в Соединённых Штатах шли интенсивные дебаты между индивидуалистами и коммунистическими анархистами. Бенджамин Такер утверждал, что анархо-коммунисты не являлись анархистами, в то время как Иоганн Мост говорил подобные же вещи об идеях Такера. Обеспокоенные «острыми дебатами» между анархистами, придерживавшимся разных взглядов на экономику, они призывали к большей терпимости среди анархистов, с некоторыми из них называя это «анархизмом без прилагательных».
Такие анархисты, как Вольтарина де Клер, «пришли, чтобы называть себя просто „анархистами“, и призвали, как и Малатеста, к „анархизму без прилагательных“, так как когда не станет правительства, в различных местностях, вероятно, испробуют множество различных экспериментов, чтобы определить самую подходящую форму».
Де Клер пыталась найти гармонию между различными школами и писала в своем эссе Анархизм:

нет ничего неанархического ни в одной из [этих систем], пока элементы принуждения не входят и не обязывают несогласных оставаться в сообществе, на экономическое устройство которого они не соглашаются. (Когда я говорю, «не соглашаются на», я не подразумеваю, что у них есть простое отвращение к... Я подразумеваю серьёзные отличия, которые, по их мнению, угрожают их основным свободам...)... Поэтому я утверждаю, что каждая группа людей, действующих социально в свободе, может выбрать любую из предложенных систем, и быть так же, как бескомпромиссные анархисты как те, кто выбирают другие [системы].

## Сегодня
Термин «анархизм» был принят как самоописание движениями с различными идеологическим основаниями; такими, например, как анархо-коммунизм, анархо-синдикализм, анархо-капитализм, экоанархизм и криптоанархизм.
Фред Вудворт описывает свой анархизм как анархизм без прилагательных, говоря: «У меня нет никакой приставки или прилагательного для моего анархизма. Я думаю, что синдикализм может работать, так же как и анархо-капитализм свободного рынка, анархо-коммунизм, даже анархо-отшельники, в зависимости от ситуации».
Исторически анархисты, которые относились к «анархистам без прилагательных», выступали против капитализма. Оригинальное использование термина Фернандо Тарридой дель Мармолем было призывом к примирению между коллективистскими и коммунистическими анархистами, все из которых выступали против капитализма. Вольтарина де Клер, комментируя убийство Мак-Кинли писала: «Ад капитализма создаёт отчаяние; отчаянный акт отчаяния!» Сокрушаясь относительно существующих трудностей на пути отмены частной собственности, Малатеста писал: «Но это не помешает нам теперь, или будет это в будущем, продолжать противостоять капитализму, или любой другой форме деспотизма». Тенденция анархистов без прилагательных относительно противостояния капитализму продолжается и сегодня, автор(ы) «An Anarchist FAQ», которые идентифицируют себя как социальные анархисты, утверждают, что терпимость, связанная с «анархизмом без прилагательных», не должна простираться на анархо-капитализм. Левый либертарианец Родерик Т. Лонг утверждает, что различие между мютюэлистами, которых авторы «An Anarchist FAQ» считают законными анархистами, и анархо-капиталистами является столь незначительным, что не даёт никаких оснований «ни к каким оправданиям для принятия какой бы то ни было дихотомии между ними».